# Granger (Iowa)
Granger és una població dels Estats Units a l'estat d'Iowa. Segons el cens del 2000 tenia 583 habitants.

## Demografia
Segons el cens del 2000, Granger tenia 583 habitants, 245 habitatges, i 150 famílies. La densitat de població era de 441,4 habitants/km².
Dels 245 habitatges en un 26,5% hi vivien nens de menys de 18 anys, en un 48,2% hi vivien parelles casades, en un 8,2% dones solteres, i en un 38,4% no eren unitats familiars. En el 35,9% dels habitatges hi vivien persones soles el 10,2% de les quals corresponia a persones de 65 anys o més que vivien soles. El nombre mitjà de persones vivint en cada habitatge era de 2,18 i el nombre mitjà de persones que vivien en cada família era de 2,85.
Per edats la població es repartia de la següent manera: un 21,4% tenia menys de 18 anys, un 8,7% entre 18 i 24, un 26,9% entre 25 i 44, un 21,8% de 45 a 60 i un 21,1% 65 anys o més.
L'edat mediana era de 40 anys. Per cada 100 dones de 18 o més anys hi havia 92,4 homes.
La renda mediana per habitatge era de 31.442 $ i la renda mediana per família de 47.750 $. Els homes tenien una renda mediana de 34.125 $ mentre que les dones 23.750 $. La renda per capita de la població era de 19.110 $. Entorn del 2,8% de les famílies i el 5,2% de la població estaven per davall del llindar de pobresa.

## Poblacions més properes
El següent diagrama mostra les poblacions més properes.